# Estación de Gare d'Austerlitz (Metro de París)
La estación de Austerlitz (en francés: gare d'Austerlitz) es una estación del metro de París. Se encuentra en los límites de los distritos cinco y trece. Pertenece a las líneas 5 y 10, siendo el terminal este de esta última línea. 
Ofrece conexiones con la línea C de la red de cercanías y con la estación de tren de París Austerlitz. 

## Historia
La estación fue inaugurada el 2 de junio de 1906 en cuanto a la línea 5 y el 12 de julio de 1939 en relación con la línea 10. Inicialmente la estación se denominaba estación de Orleans (gare d'Orléans).
El 15 de octubre de 1930, pasó a denominarse estación de Orleans-Austerlitz (gare d'Orléans-Austerlitz), hasta que el 25 de abril de 1985 perdió cualquier relación con la antigua estación de Orleans adoptando su nombre actual.

## Descripción
Es una de las estaciones de metro más cercanas al Jardín de las Plantas, sede del Museo Nacional de Historia Natural de Francia. Por la estación  de Austerlitz pasan dos líneas del metro parisino, en superficie la línea 5 y bajo tierra la línea 10:

### Estación de la línea 5
En dirección Place d'Italie, el metro sale a la luz poco antes de la estación de Quai de la Rapée e inicia un trazado que recorre varios viaductos, como el viaducto de Austerlitz que sortea el río Sena, hasta llegar a la estación de tren accediendo a ella a través de la vidriera de la misma. Dentro, sobre otro viaducto se encuentra la estación de metro. Las vías están separadas por la propia estructura metálica del puente que permanece visible en gran parte del recinto, de hecho la estación carece de paredes como tal. En la parte superior, un techo plano con elementos transparentes recubre la estación.

### Estación de la línea 10

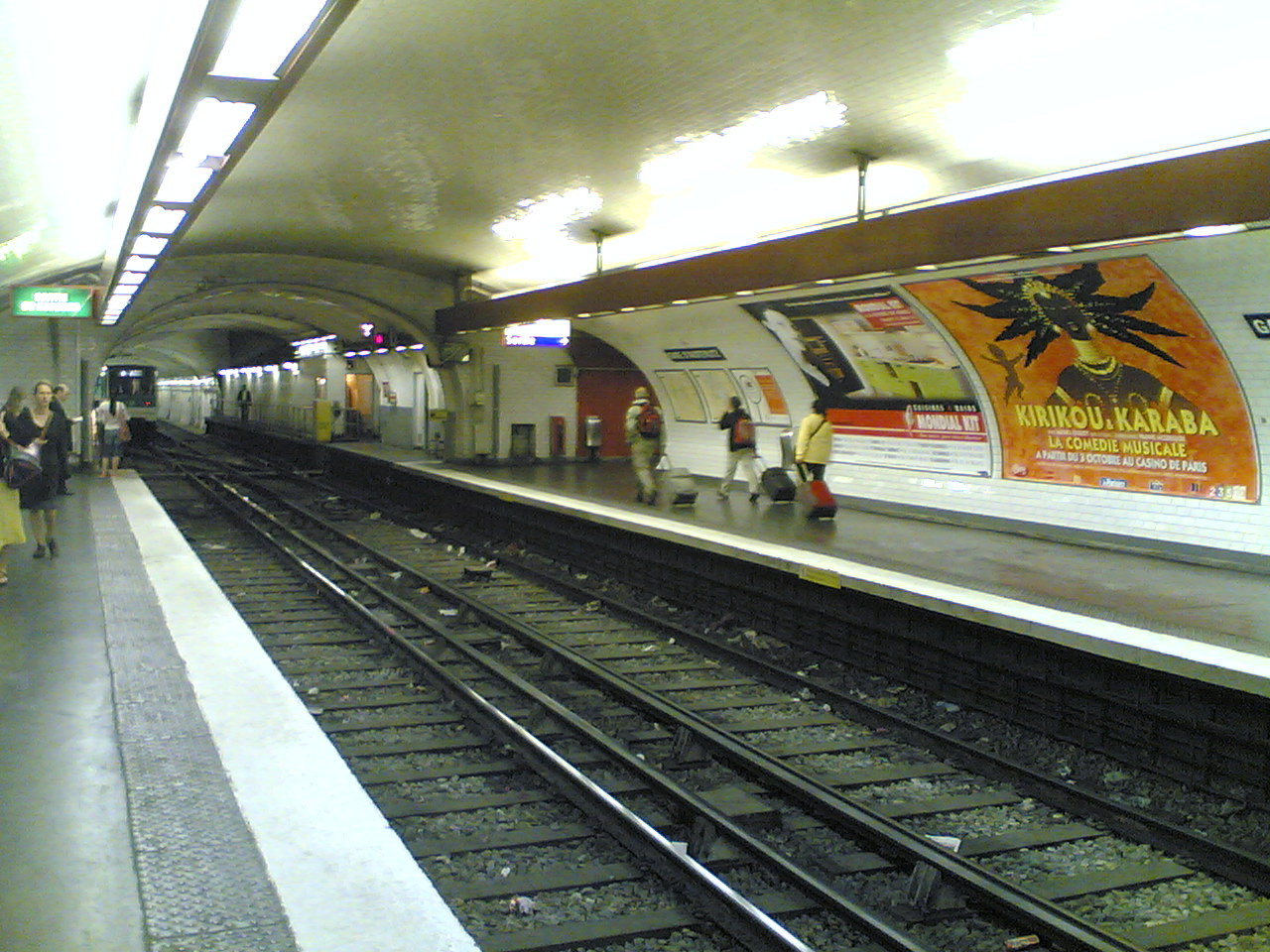
La clásica estación de la línea 10. Al fondo se observa el término de la línea.

Se compone de dos andenes laterales y de dos vías que se completan al fondo con más vías de garaje. 
Está diseñada en bóveda elíptica revestida completamente de los clásicos azulejos blancos aunque planos, sin biselar. La iluminación es de estilo Motte y se realiza con lámparas resguardadas en estructuras rectangulares de color naranja que sobrevuelan la totalidad de los andenes no muy lejos de las vías. El estilo Motte también está presente en los asientos y la señalización, que se realiza usando paneles metálicos de color azul y letras blancas.

## Accesos
La estación posee siete accesos, la mayoría de ellos situados dentro o muy cerca de la estación de tren de París Austerlitz.
- Acceso 1: dentro de la estación de tren
- Acceso 2: a la altura del bulevar del Hospital del lado de la calle Buffon
- Acceso 3: a la altura del bulevar del Hospital del lado de la calle Nicolas-Houël
- Acceso 4: a la altura del bulevar del Hospital cerca de la estación de tren
- Acceso 5: dentro de la estación de tren
- Acceso 6: dentro de la estación de tren
- Acceso 7: dentro de la estación de tren